# استویو (تنسی)
استویو(به انگلیسی: Eastview) شهری در ایالت تنسی کشور ایالات متحده آمریکا است که جمعیت آن در سرشماری سال ۲۰۱۰ میلادی، ۷۰۵ نفر بوده‌است.